# زیردریایی یو-۹۵۸
زیردریایی یو-۹۵۸ (به انگلیسی: German submarine U-958) یک زیردریایی بود که طول آن ۶۷٫۱ متر (۲۲۰ فوت ۲ اینچ) بود. این زیردریایی در سال ۱۹۴۲ ساخته شد.